# 마르스 광장 (파리)

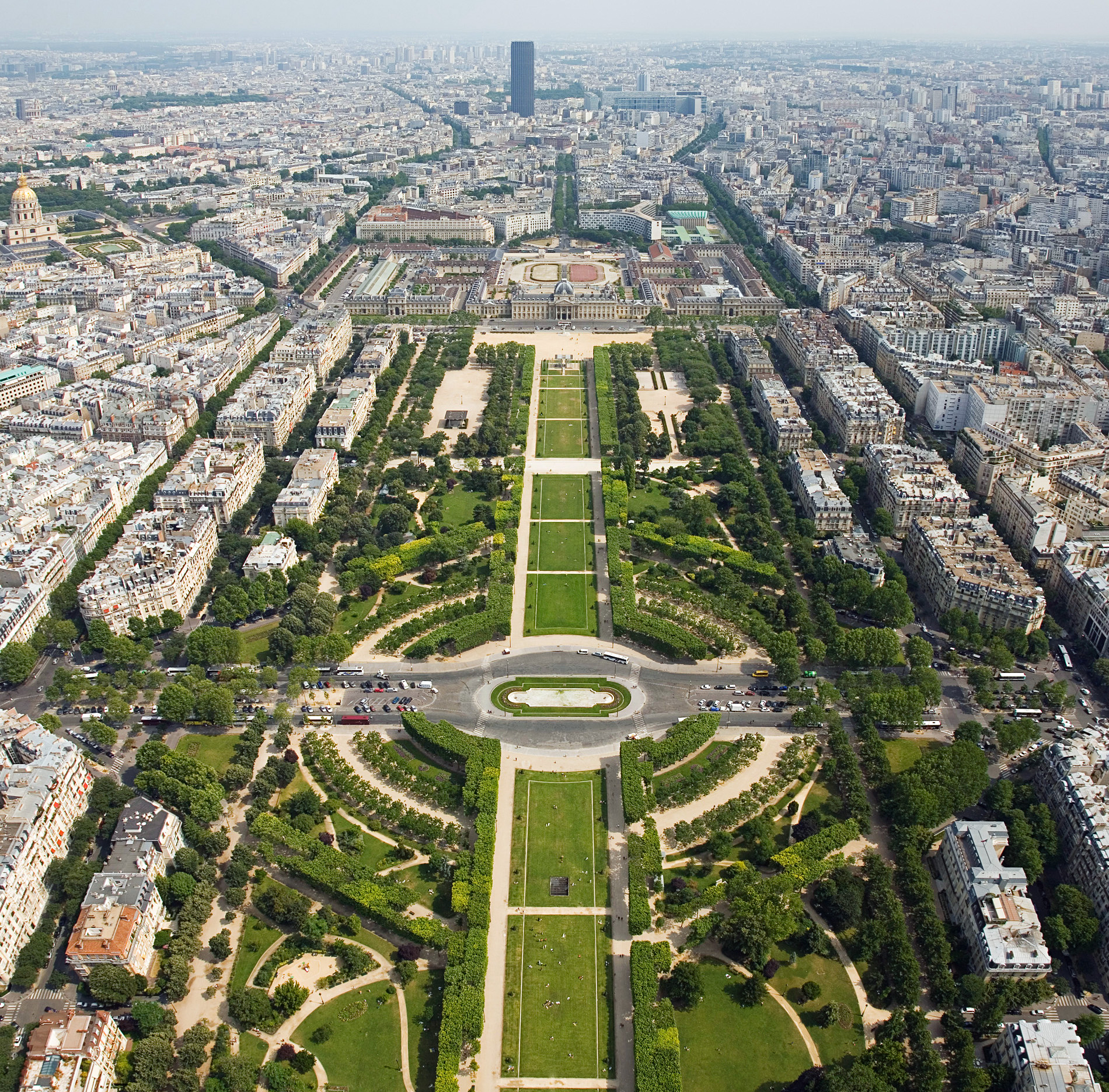
에펠탑의 최상층에서 바라본 마르스 광장.

마르스 광장(프랑스어: Champ de Mars)은 프랑스 파리시에 있는 공원이다. 7구에 위치해 있으며 에펠탑의 북서쪽, 에콜 밀리테르(École Militaire)의 남동쪽에 있다. "마르스 광장"이라는 이름이 붙은 이유는 이곳이 군사 훈련 장소로 사용되었기 때문이다.

## 프랑스 혁명 시기

프랑스 혁명중인 1790년 7월 14일에 마르스 광장에서는 축제(Fête de la Fédération)가 열렸다. 바스티유 감옥 습격 사건이 발생한 지 2년째인 1791년 7월 17일에는 이 곳에서, 국왕인 루이 16세를 몰아내자며 군중들이 한 목소리로 외쳤다. 이 폭동을 진압하기 위해 당시 시장이었던 장 실뱅 바이이는 군중들에게 발포하였다.